# Deutsche Cadre-71/2-Meisterschaft 2015/16

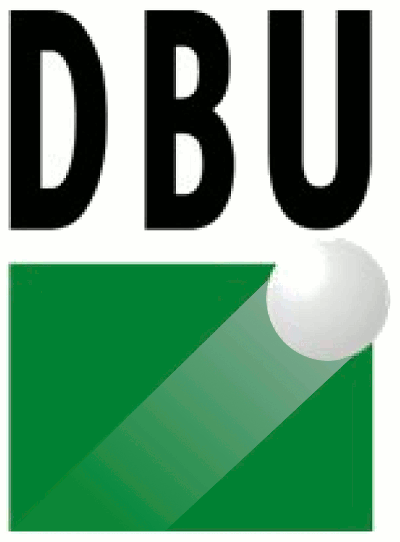
Logo DBU (ausrichtender Verband)

Veranstaltungsort: Bad Wildungen

Die Deutsche Cadre-71/2-Meisterschaft 2015/16 ist eine Billard-Turnierserie und fand vom 17. bis zum 18. November 2015 in Bad Wildungen zum 66. Mal statt.

## Geschichte
Sven Daske verteidigte seinen Titel im Cadre 71/2 sehr souverän. In der Neuauflage des Finales vom letzten Jahr siegte er glatt mit 150:22 in fünf Aufnahmen. Dritte wurden Carsten Lässig und Dieter Steinberger.

## Modus
Gespielt wurden zwei Vorrundengruppen bis 150 Punkte oder 15 Aufnahmen. Die beiden Gruppenbesten spielten dann im K.-o.-System den Sieger aus. Platz drei wurde nicht mehr ausgespielt.
Die Endplatzierung ergab sich aus folgenden Kriterien:
1. Matchpunkte
2. Generaldurchschnitt (GD)
3. Bester Einzeldurchschnitt (BED)
4. Höchstserie (HS)

## Teilnehmer (alphabetisch)
1. Sven Daske (SCB Langendamm) (Titelverteidiger)
2. Thomas Berger (Wiesbadener BC)
3. Carsten Lässig (BG Coesfeld)
4. Thomas Nockemann (DBC Bochum)
5. Manuel Orttmann (1. BC Neustadt/Orla)
6. Jens Probhardt (Bergisch-Gladbacher BC)
7. Arnd Riedel (BC Wedel)
8. Dieter Steinberger (BC Kempten)

## Turnierverlauf

### Gruppenphase
| MP    | Match Points (Sieger = 2; Unentschieden = 1; Verlierer = 0) |
| Pkte. | Erzielte Karambolagen                                       |
| Aufn. | Benötigte Versuche                                          |
| GD    | Generaldurchschnitt                                         |
| BED   | Bester Einzeldurchschnitt eines Spielers                    |
| HS    | Höchstserie                                                 |
|       | Bester GD des Turniers                                      |
|       | Bester ED des Turniers                                      |
|       | Beste HS des Turniers                                       |
|       | 1. Platz (Gold)                                             |
|       | 2. Platz (Silber)                                           |
|       | 3. Platz (Bronze)                                           |

| Platz                      | Name               | MP  | Pkte. | Aufn. | GD    | BED   | HS |
| -------------------------- | ------------------ | --- | ----- | ----- | ----- | ----- | -- |
| 1                          | Sven Daske         | 6:0 | 450   | 25    | 18,00 | 30,00 | 89 |
| 2                          | Dieter Steinberger | 3:3 | 377   | 29    | 13,00 | 16,66 | 46 |
| 3                          | Thomas Berger      | 3:3 | 382   | 39    | 9,79  | 11,53 | 63 |
| 4                          | Manuel Orttmann    | 0:6 | 345   | 31    | 11,12 | –     | 62 |
| Gruppendurchschnitt: 12,53 |                    |     |       |       |       |       |    |

| Platz                      | Name           | MP  | Pkte. | Aufn. | GD    | BED   | HS  |
| -------------------------- | -------------- | --- | ----- | ----- | ----- | ----- | --- |
| 1                          | Th. Nockemann  | 6:0 | 450   | 16    | 28,12 | 50,00 | 85  |
| 2                          | Carsten Lässig | 4:2 | 321   | 13    | 24,69 | 37,50 | 128 |
| 3                          | Jens Probhardt | 2:4 | 223   | 24    | 9,29  | 9,93  | 41  |
| 4                          | Arnd Riedel    | 0:6 | 120   | 29    | 4,13  | –     | 27  |
| Gruppendurchschnitt: 13,58 |                |     |       |       |       |       |     |

## Finalrunde
| Halbfinale         |     |     |    |       |       |    |
| Sven Daske         | 2:0 | 150 | 4  | 37,50 | 37,50 | 69 |
| Carsten Lässig     | 0:2 | 9   | 4  | 2,25  | –     | 5  |
| Thomas Nockemann   | 2:0 | 150 | 14 | 10,71 | 10,71 | 46 |
| Dieter Steinberger | 0:2 | 131 | 14 | 9,35  | –     | 37 |
| Finale             |     |     |    |       |       |    |
| Sven Daske         | 2:0 | 150 | 5  | 30,00 | 30,00 | 68 |
| Thomas Nockemann   | 0:2 | 22  | 5  | 4,40  | –     | 10 |

## Abschlusstabelle
| Klassement                 | Klassement | Klassement         | Klassement | Klassement | Klassement | Klassement | Klassement | Klassement | Klassement |
| Phase                      | Platz      | Name               | MP         | Pkte.      | Aufn.      | GD         | BED        | HS         |            |
| -------------------------- | ---------- | ------------------ | ---------- | ---------- | ---------- | ---------- | ---------- | ---------- | ---------- |
| Finale                     | 1          | Sven Daske         | 10:0       | 750        | 34         | 22,05      | 37,50      | 89         |            |
| Finale                     | 2          | Thomas Nockemann   | 8:2        | 622        | 35         | 17,77      | 50,00      | 85         |            |
| Halb- finale               | 3          | Carsten Lässig     | 4:4        | 330        | 17         | 19,41      | 37,50      | 128        |            |
| Halb- finale               | 3          | Dieter Steinberger | 3:5        | 508        | 43         | 11,81      | 16,66      | 46         |            |
| Gruppen- phase             | 5          | Thomas Berger      | 3:3        | 382        | 39         | 9,79       | 11,53      | 63         |            |
| Gruppen- phase             | 6          | Jens Probhardt     | 2:4        | 223        | 24         | 9,29       | 9,93       | 41         |            |
| Gruppen- phase             | 7          | Manuel Orttmann    | 0:6        | 345        | 31         | 11,12      | –          | 62         |            |
| Gruppen- phase             | 8          | Arnd Riedel        | 0:6        | 120        | 29         | 4,13       | –          | 27         |            |
| Turnierdurchschnitt: 13,01 |            |                    |            |            |            |            |            |            |            |